# Didymodon revolutus
Didymodon revolutus là một loài Rêu trong họ Pottiaceae. Loài này được (Cardot) R.S. Williams mô tả khoa học đầu tiên năm 1913.